# Groß Schacksdorf-Simmersdorf
Groß Schacksdorf-Simmersdorf es un municipio situado en el distrito de Spree-Neiße, en el estado federado de Brandeburgo (Alemania), a una altitud de 90 metros. Su población a finales de 2016 era de 1100 habs. y su densidad poblacional, 40 hab/km².